# Al Barr
Alexander Martin "Al" Barr (Hanover, 21 januari 1968) is de leadzanger van de punkband Dropkick Murphys. Hij is ook oprichter en leadzanger van The Bruisers, een oi!/punkband die hij vormde in 1988. Ook was hij lid van de bands D.V.A. en 5 Balls of Power, met hierin toekomstige leden van The Radicts, L.E.S. Stitches en U.S. Bombs. Met The Bruisers speelde hij vaak shows met Dropkick Murphys en toen de toenmalige zanger, Mike McColgan, The Murphys verliet, werd Barr gevraagd om te komen zingen bij Dropkick Murphys. Het eerste album van Dropkick Murphys met Al Barr als zanger was The Gang's All Here uit 1999.
In tegenstelling tot veel leden van Dropkick Murphys, waarvan de meeste van Ierse afkomst zijn, is Al van Schotse komaf aan zijn vaders kant en zijn moeder was Duits.